# Гетероморфоз

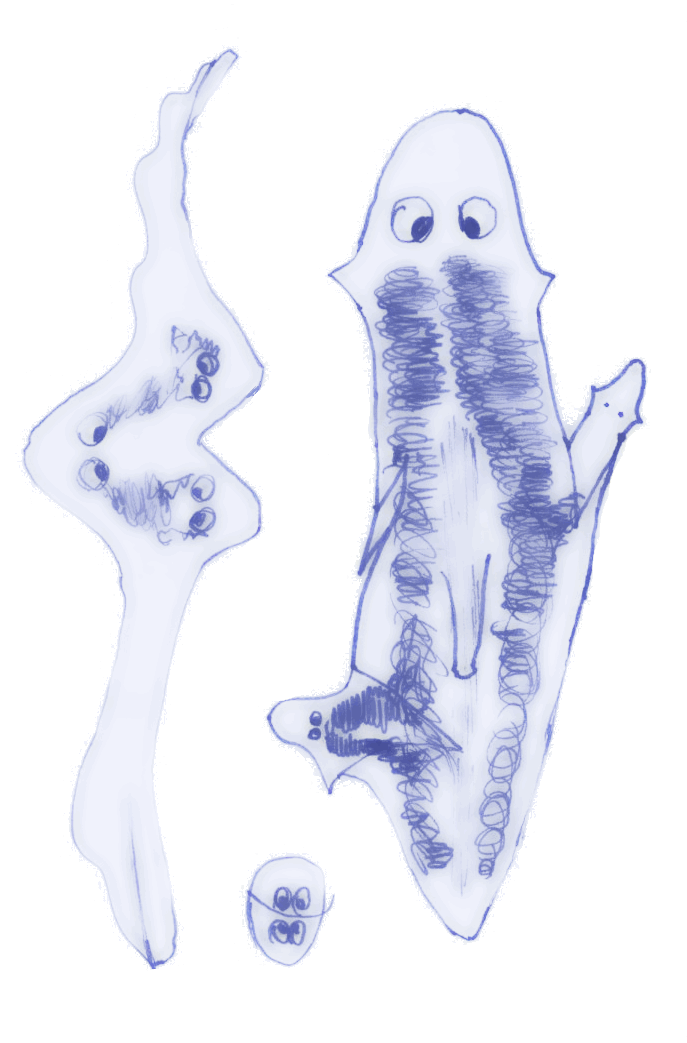
Варианты гетероморфоза у планарий

Гетероморфо́з(от греч. έτερος — другой и греч. morphe — форма) — атипичная репаративная (травматическая) регенерация удалённого органа, когда восстановленный орган не гомологичен замещённому, или замещение органа в начале онтогенеза, когда его развитие происходит в ненормальном месте или в ненормальной форме. Не следует путать с гомеозисом органа, означающим резкое изменение его строения.
Ботаники Фёхтинг (1878), Гёбель (1905) и Клебс проводили опыты по «извращению полярности» растений (изменению направления тропизма), когда на месте, где раньше рос корень, рос побег и наоборот; термин «гетероморфоз» предложил Лёб (1892), который проводил опыты по «извращению полярности» гидроидных. Гетероморфоз характерен в основном для низших организмов (кишечнополостные, планарии, кольчатые черви), но встречается и у хордовых.
Примеры гетероморфоза:
- десятиногие ракообразные: замена стебельчатого глаза усиком[2]
- дождевой червь: замена головного конца хвостом (извращение полярности)[2]
- актиния[6]: замена разреза вторым ртом[1]
- гетероморфоз Гербста: теория о том, что вместо удалённого органа развивается орган, свойственный предкам животного (атавистическая регенерация)[1].

Наряду с гетероморфозом вместо эпиморфоза (гомоморфоза) может развиваться неполная или излишняя регенерация.